# آلا کاچو

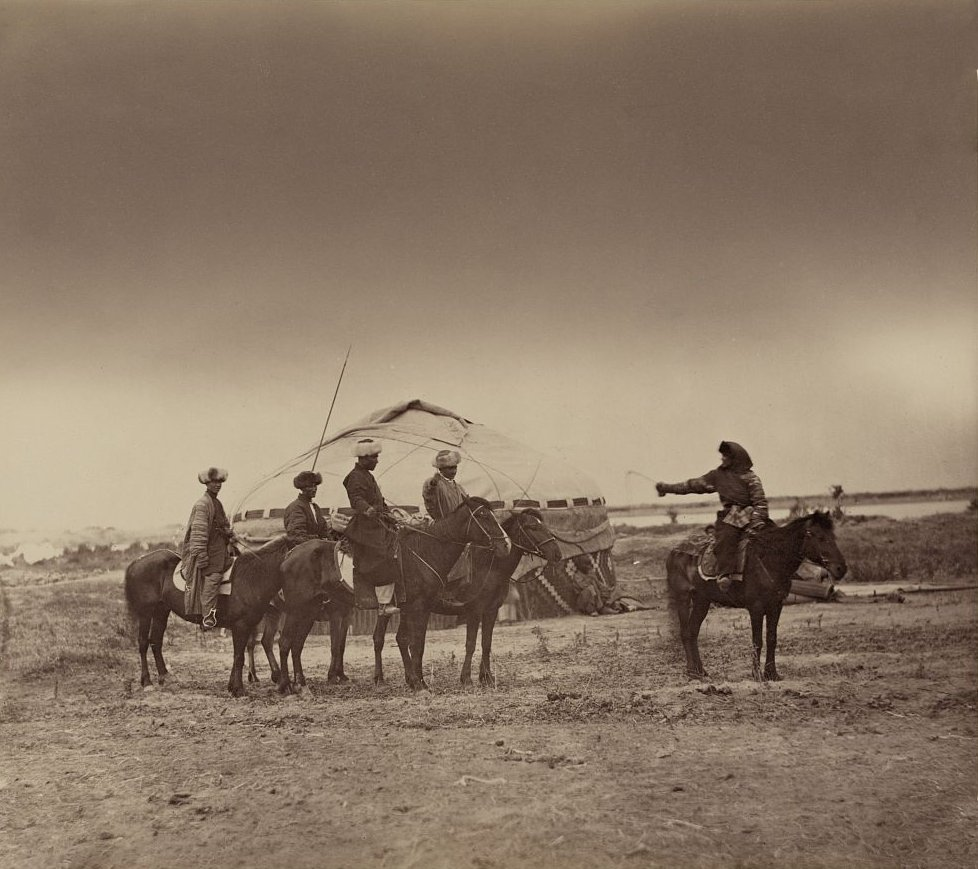
یک زن (اول از سمتِ راست) و چهار مرد که درصددِ «ربودنِ او» هستند. استپِ قرقیزستان، در خلالِ ۱۸۷۱ و ۱۸۷۲ میلادی.

آلا کاچو (قرقیزی: ала качуу) گونه ای عروس‌ربایی و ازدواجِ اجباری است که هنوز در قرقیزستان انجام می‌شود. این اصطلاح می‌تواند برای گزینه‌هایِ مختلفی از جمله فرار توافقی و عاشقانه گرفته تا آدم‌ربایی و بدون رضایتِ عروس را شامل شود. اینکه آلا کاچو تا چه حد در قرقیزستان اتفاق می‌افتد موردِ مناقشه است. برخی منابع نشان می‌دهند که هم‌اکنون دستِ کم یک سومِ عروس‌هایِ قرقیز برخلافِ میلِ خود وادار به ازدواج شده‌اند.